# Villa Westermann

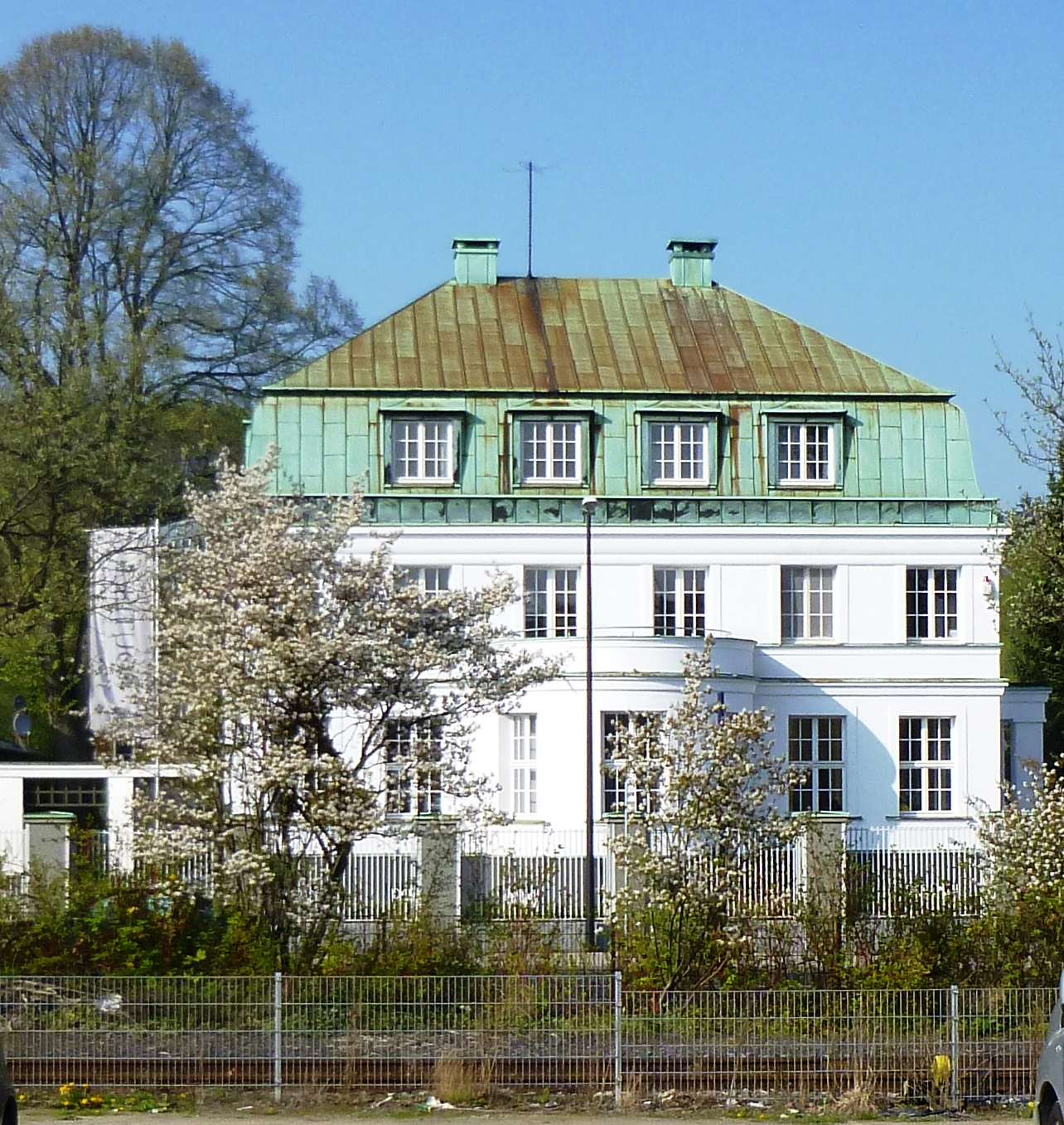
Villa Westermann

Die Villa Westermann ist eine ehemalige denkmalgeschützte Fabrikantenvilla in Hüsten (Stadt Arnsberg).

## Geschichte und Bau
Die Villa wurde um 1920 im Stil des Neoklassizismus erbaut. Aber auch Stilelemente von neuer Sachlichkeit und Expressionismus sind vorhanden. Sie liegt am Rande des industriell geprägten Ortsteils Unterhüsten gegenüber dem Bahnhof Neheim-Hüsten.
Die Villa liegt in einem tiefen Gartengrundstück. Das Gebäude ist zweigeschossig. Die Geschosse sind durch ein breites Gurtgesims voneinander getrennt. Besonders auffällig ist das kupfergedeckte Mansarddach. Die Straßenseite im Süden weist einen markanten halbrunden Vorbau mit Balkon auf. Der Haupteingang mit einem monumentalen Portikus und Freitreppe liegt an der Ostseite.
Die Villa diente als Fabrikantenvilla für ein 1908 von dem Unternehmer Martin Westermann gegründetes unmittelbar benachbartes metallindustrielles Unternehmen. Dieses firmierte schließlich als Westermann & Co. In der Villa lebten in den 1930er Jahren die Unternehmerfamilien Westermann und Cronenberg. Wegen der unmittelbaren Nähe der Fabrik wurde das Gebäude als Wohnhaus aufgegeben.
Seit 1941 war sie Wohnheim für Frauen und Mädchen, die in dem Betrieb beschäftigt waren. Dabei handelte es sich nicht um die vom Unternehmen in größerer Zahl beschäftigten Zwangsarbeiter, sondern um dienstverpflichtete deutsche weibliche Arbeitskräfte für den als kriegswichtig geltenden Betrieb. Ihre Zahl lag bei 50 bis 60.
In den 1950er Jahren war in der Villa das Arbeitsamt untergebracht. Seit den frühen 1960er Jahren wurde es von der Firma Westermann & Co. als Wohn- und Verwaltungsgebäude genutzt. Im Jahr 1988 wurde es in die Denkmalliste der Stadt Arnsberg eingetragen. In den letzten Jahren wurde das Haus aufwändig restauriert und ist seit 2011 Teil des Outletstores der Firma. Auch eine Kochschule ist dort untergebracht. Bei der Restaurierung wurden zahlreiche bauliche Veränderungen im Sinne des Denkmalschutzes rückgängig gemacht. Im September 2013 war die Villa „Denkmal des Monats“ der Arbeitsgemeinschaft historischer Stadtkerne Nordrhein-Westfalen.